# 4767 Sutoku
4767 Sutoku este un asteroid din centura principală, descoperit pe 4 aprilie 1987 de Tsuneo Niijima și Takeshi Urata.